# Чентола
Чентола (італ. Centola, сиц. Centola) — муніципалітет в Італії, у регіоні Кампанія,  провінція Салерно.
Чентола розташована на відстані близько 320 км на південний схід від Рима, 125 км на південний схід від Неаполя, 85 км на південний схід від Салерно.
Населення — 5215 осіб (2014).
Покровитель — Sant'Apollonio.

## Демографія
Населення за роками:

Станом на 1 січня 2023 року в муніципалітеті офіційно проживало 250 іноземців з 29 країн, серед них 123 громадяни країн Євросоюзу та 27 громадян України.

## Сусідні муніципалітети
- Камерота
- Челле-ді-Бульгерія
- Монтано-Антілія
- Пішьотта
- Сан-Мауро-ла-Брука